# Good Old Boys
Good Old Boys är ett musikalbum av Randy Newman som lanserades 1974 på Reprise Records. Det var hans fjärde studioalbum och hans första som blev en notabel kommersiell framgång. Hans tidigare skivor hade fått bra kritik men inte sålt i så stora upplagor. Två låtar, "Guilty" och "Louisiana 1927" släpptes som singlar. Ingen nådde dock placering på Billboards singellista. Albumet innehåller såväl skarpa satirlåtar som inledande "Rednecks" och kärleksballader, till exempel "Marie".
År 2003 blev albumet listat som #393 i magasinet Rolling Stones lista The 500 Greatest Albums of All Time.

## Låtlista
(låtar utan angiven upphovsman skrivna av Randy Newman)
1. "Rednecks" - 3:07
2. "Birmingham" - 2:45
3. "Marie" - 3:07
4. "Mr. President (Have Pity on the Working Man)" - 2:45
5. "Guilty" - 2:30
6. "Louisiana 1927" - 2:54
7. "Every Man a King" (Huey P. Long, Castro Carazo) - 1:02
8. "Kingfish" - 2:42
9. "Naked Man" - 3:06
10. "Wedding in Cherokee County" - 3:07
11. "Back on My Feet Again" - 3:30
12. "Rollin' " - 2:53

## Listplaceringar
- Billboard 200, USA: #36[2]
- RPM, Kanada: #58[3]
- Nederländerna: #7[4]